# Auguste de Forbin

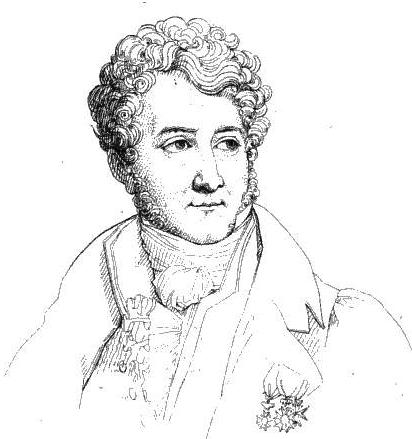
Louis Nicolas Philippe Auguste de Forbin, 1817.

Louis Nicolas Philippe Auguste de Forbin, född 19 augusti 1777, död 23 februari 1841, var en fransk målare, grafiker och författare.
Forbin var lärjunge till Jacques-Louis David och landskapsmålaren Jean-Louis de Marne. Han deltog i Napoleons krig och blev efter hans fall 1816 chef för de franska museerna. Forbin gjorde betydande inköp för Louvren; sina samlarresor beskrev han i praktverk. Han utställde samtidigt romantiska målningar och interiörbilder på salongen.

Un mois à Venise, 1825